# カルラ・クラリツ
カルラ・クラリツ（Karla Klarić、女性、1994年9月5日 - ）は、クロアチアのバレーボール選手。ポジションはオポジット。クロアチア代表。

## 来歴
2010年、地元のクラブチームであるHAOK Mladostに加入し、プロとしてのキャリアをスタートさせる。2011年にスイスリーグの強豪VBCチューリッヒに移籍した。3シーズン過ごし、スイスリーグで3度優勝を果たした。2014年の世界クラブ選手権で4位となった。2012-13シーズンに所属していた橋本直子とはチームメイトであった。2014-15シーズンからルーマニアリーグのCSM Bucureştiに移籍した。
2011年よりクロアチア代表でプレーし、2014年のワールドグランプリ、世界選手権に出場した。
2021-22シーズン、V.LEAGUE DIVISION2の群馬銀行グリーンウイングスで1シーズンプレーした（登録名「カルラ・クラリッチ」）。

## 球歴
- 世界選手権 - 2014年
- ワールドグランプリ - 2014年
- ヨーロッパリーグ - 2011年

## 所属クラブ
- HAOK Mladost（2010-2011年）
- VBCチューリッヒ（2011-2014年）
- CSM Bucureşti（2014-2015年）
- ASPTT Mulhouse（2015-2016年）
- CSU Târgu Mureș（2016-2017年）
- VBC Galina（2017-2018年）
- VC Kanti Schaffhouse（2018-2019年）
- Békéscsabai RSE（2019-2020年）
- Olympiakos（2020-2021年）
- Fatum-Nyíregyháza（2021年）
- 群馬銀行グリーンウイングス（2021-2022年）
- Maccabi XT Haifa（2022年）
- Sm'Aesch Pfeffingen（2022-2023年）
- GEN-I Volley（2023年）